# Conochares semiopaca
Conochares semiopaca là một loài bướm đêm trong họ Noctuidae.